# Quelpartoniscus toyamaensis
Quelpartoniscus toyamaensis is een pissebed uit de familie Scyphacidae. De wetenschappelijke naam van de soort is voor het eerst geldig gepubliceerd in 2005 door Nunomura.